# Camame
Camame – miasto w Angoli, w prowincji Kwanza Północna.